# Marcel Meeuwis
Marcel Meeuwis (Goirle, 31 ottobre 1980) è un ex calciatore olandese, che giocava come centrocampista.

## Biografia
Cresciuto nelle giovanili dei dilettanti del Taxandria, Meeuwis esordisce fra i professionisti nel 2000 in Eerste Divisie col Willem II. Nelle prime due stagioni con il club di Tilburg trovò poco spazio (solo 6 presenze), e nei due anni successivi venne mandato in prestito al VVV-Venlo in cui divenne uno degli uomini chiave del centrocampo.
Nel 2004 viene acquistato a titolo definitivo dal Venlo, con cui continuò a giocare per altri due anni prima di trasferirsi in Eredivisie al Roda JC. Anche in prima divisione Meeuwis confermò le sue doti tecniche, guadagnandosi un posto da titolare in squadra e facendosi notare dagli osservatori del Borussia Mönchengladbach, che al termine della stagione 2008-09 lo convinsero a trasferirsi in Bundesliga.
Al Borussia, dopo una prima stagione positiva in cui raccoglie 18 presenze, fatica a trovare spazio, e nel gennaio 2011 si trasferisce in prestito al Feyenoord.